# تريغفه جاكوبسن
تريغفه جاكوبسن هو شخصية أعمال نرويجي، ولد في 16 نوفمبر 1876، وتوفي في 4 يناير 1964.